# آدیپونکتین
آدیپونکتین (انگلیسی: Adiponectin) یک هورمون پپتیدی است که در انسان از بافت چربی ترشح می‌شود و بر متابولیسم چربی و گلوکز مؤثر است. آدیپونکتین با افزایش حساسیت کبد به انسولین، میزان خروجی گلوکز از کبد را کاهش می‌دهد، همچنین مصرف گلوکز در عضلات را افزایش داده و مانع افزایش قند خون می‌شود. آدیپونکتین در سایر جانوران نیز مشاهده می‌شود و در انسان از ۲۴۴ اسیدآمینه تشکیل شده است.تولید آدیپونکتین در چاقی و دیابت کاهش می یابد.

## اثرات متابولیک
آدیپونکتین موجب کاهش گلوکونئوژنز، افزایش برداشت گلوکز، فروگشت چربی، افزایش حساسیت به انسولین و کاهش وزن می‌شود.